# Standing Sex/Joker
「Standing Sex/Joker」（スタンディング・セックス/ジョーカー）は、ロック・バンドのX（現・X JAPAN）が1991年10月25日にリリースした7枚目のシングル。

## 解説
セカンド・アルバム『Jealousy』までに完成が間に合わなかった「Standing Sex」と、アルバムに収録されている「Joker」の両A面シングル。Xがメジャーデビューしてから発売したシングルでは初の、1曲目がアルバム未収録曲であり、唯一の両A面シングル。
ジャケット写真はYOSHIKIのヌード。キャッチコピーは、『座ってられねぇんだよ』。

## 収録曲
| 全編曲: X。 |                  |              |           |      |
| #           | タイトル         | 作詞         | 作曲      | 時間 |
| 1.          | 「Standing Sex」 | 五十嵐美由姫 | YOSHIKI   | 4:23 |
| 2.          | 「Joker」        | HIDE         | HIDE      | 4:58 |
| 合計時間:   | 合計時間:        | 合計時間:    | 合計時間: | 9:21 |

## 楽曲解説
1. Standing Sex
Xの作品としては「THE LAST SONG」とともに数少ないオリジナル・アルバム未収録のA面曲。
メジャーデビュー以降のシングル曲としては初の全編英語詞となっている。
制作当初はギターの重みが強調できるイ長調であったが、ボーカルのTOSHIの声質で一番良い所が出ることからニ長調に変更された[1]。しかし、リリースされたシングルや、ライブでは、嬰ハ短調で演奏されている。
2. Joker
カネボウ男性化粧品「NFL」CMソング。
アルバム『Jealousy』収録のバージョンにあったイントロのS.E.がカットされている。

## 収録アルバム
#1
- 『X SINGLES』（ベストアルバム #9）
- 『WE ARE X オリジナル・サウンドトラック』（ベストアルバム #8、From X Japan RETURNS）

#2
- 『Jealousy』（スタジオアルバム、#9、アルバムバージョン）
- 『X SINGLES』（ベストアルバム #10）

## パーソネル
| - 共同プロデューサー：     | 津田直士         |
| - ミキシング・エンジニア： | リッチ・ブリーン |